# Kanslideputerad
Kanslideputerad var en ledamot (deputerad) av Sveriges riksdag utsedd för att ha överinseende över riksdagens kansli.
Två kanslideputerade utsågs av vardera kammaren enligt 1866 års Riksdagsordning §80. Kanslideputerades främsta uppgift var att ha inseende över uppsättandet och expedierandet genom detta kansli av kamrarnas gemensamma skrivelser i ärenden, som ej handlagts av ständigt eller i dess ställe tillsatt utskott.